# Congresso panrusso dei Soviet
Il Congresso panrusso dei Soviet, in qualità di vertice del sistema dei Soviet, è stato l'organo superiore del potere statale nella RSFS Russa (come Repubblica autonoma fino al 1922 e poi come Repubblica costituente l'Unione Sovietica). L'attività del Congresso panrusso è cessata con la riforma costituzionale del 1937, seguita all'approvazione della Costituzione sovietica del 1936 che istituì il Soviet Supremo dell'URSS ed analoghe strutture nelle singole Repubbliche.

## Storia
Il primo Congresso si tenne a Pietrogrado nel giugno-luglio 1917, nel periodo intercorso tra la Rivoluzione di febbraio e quella d'ottobre, durante la quale si svolse il secondo Congresso, che sancì l'istituzione del potere sovietico.
Il terzo Congresso (gennaio 1918) decretò la nascita della RSFS Russa e il quinto (luglio 1918) ne votò la Carta costituzionale.
Il X Congresso, nel dicembre 1922, approvò la creazione dell'Unione Sovietica, fondata pochi giorni dopo (30 dicembre) dal I Congresso dei Soviet dell'URSS.
L'ultima assemblea del Congresso panrusso fu la XVII (1937), che ratificò la nuova costituzione russa che, in coerenza con le riforme degli organismi statali contenute nella Costituzione sovietica del 1936, sopprimeva il Congresso dei Soviet, sostituito dal Soviet Supremo.